# 翔齿兽属
翔齿兽属是一属已灭绝的滑翔类哺乳动物，其化石产自中国河北省青龙县的晚侏罗世髫髻山層地层。
翔齿兽属的模式种为双钵翔齿兽（Vilevolodon diplomyos），由罗哲西等于2017年首次描述。翔齿兽属与祖翼兽属同属最原始的滑翔类哺乳动物，其化石的发现表明早在侏罗纪时哺乳动物便已由地面栖息向空中运动演化。